# Tellervo distincta
Tellervo distincta är en fjärilsart som beskrevs av Rothschild 1915. Tellervo distincta ingår i släktet Tellervo och familjen praktfjärilar. Inga underarter finns listade i Catalogue of Life.